# Molly C. Quinn
Molly C. Quinn (Texarkana, 1993. október 8. –) amerikai színésznő.
Fontosabb szerepei közé tartozik Alexis Castle, a címszereplő lánya a Castle című televíziós sorozatban.

## Élete és pályafutása
1993. október 8-án született a texasi Texarkanában. Karrierje 2007-ben kezdődött A lankadatlan – A Dewey Cox sztori című zenés vígjátékban.

## Filmográfia

### Film
| Év   | Magyar cím                                           | Eredeti cím                               | Szerep                    | Magyar hang       |
| ---- | ---------------------------------------------------- | ----------------------------------------- | ------------------------- | ----------------- |
| 2007 | A lankadatlan – A Dewey Cox sztori                   | Walk Hard: The Dewey Cox Story            | tinédzser lány            |                   |
| 2009 | Egyetlenem                                           | My One and Only                           | Paula                     |                   |
| 2009 | Karácsonyi ének                                      | A Christmas Carol                         | Belinda Cratchit (hangja) | Tamási Nikolett   |
| 2012 |                                                      | The First Time                            | Erica                     |                   |
| 2012 | Winx Club – A mozifilm: Az elveszett királyság titka | Winx Club: The Secret of the Lost Kingdom | Bloom hercegnő            | Zsigmond Tamara   |
| 2013 |                                                      | Winx Club 3D: Magical Adventure           | Bloom hercegnő            |                   |
| 2013 |                                                      | Hansel & Gretel Get Baked                 | Juliska                   |                   |
| 2013 | Superman elszabadul                                  | Superman: Unbound                         | Supergirl / Kara (hangja) | Nemes Takách Kata |
| 2013 | Családi üzelmek                                      | We're the Millers                         | Melissa Fitzgerald        | Csifó Dorina      |
| 2015 |                                                      | Welcome to Happiness                      | Lillian                   |                   |
| 2017 | A galaxis őrzői vol. 2.                              | Guardians of the Galaxy Vol. 2            | Howard randipartnere      |                   |
| 2017 |                                                      | Last Rampage                              | Marisa                    |                   |
| 2017 |                                                      | Newly Single                              | Valerie                   |                   |
| 2021 |                                                      | Agnes                                     | Mary                      |                   |
| 2023 | A galaxis őrzői: 3. rész                             | Guardians of the Galaxy Vol. 3            | Ravager                   |                   |

### Televízió
| Év         | Magyar cím             | Eredeti cím                    | Szerep                             | Megjegyzések                                           |
| ---------- | ---------------------- | ------------------------------ | ---------------------------------- | ------------------------------------------------------ |
| 2009–2016  | Castle                 | Castle                         | Alexis Castle                      | főszereplő magyar hangja Nemes Takách Kata             |
| 2010       | Avalon Gimi            | Avalon High                    | Jenny                              | tévéfilm                                               |
| 2011       | Ben 10: Ultimate Alien | Ben 10: Ultimate Alien         | Eunice (hangja)                    | 2 epizód magyar hangja Kántor Kitty                    |
| 2011–2014  | Winx Club              | Winx Club                      | Bloom hercegnő / Lockette (hangja) | főszereplő (3-6. évad) magyar hangja Nemes Takách Kata |
| 2019       |                        | The Fix                        | Lindsay Meyer                      | 2 epizód                                               |
| 2019       |                        | The InBetween                  | Andrea Squire                      | 1 epizód                                               |
| 2021, 2023 | Az újonc               | The Rookie                     | Ashley                             | 2 epizód                                               |
| 2023       | Az Usher-ház bukása    | The Fall of the House of Usher | Jenny                              | minisorozat (1 epizód) magyar hangja Andrádi Zsanett   |